# Anne-Ève Mortier de Trévise
Anne-Ève Mortier de Trévise, marquise de Latour-Maubourg (1829-1900), est une aristocrate, dame du palais de l'impératrice Eugénie de Montijo.  

## Biographie
Elle est la fille de Napoléon Mortier, 2e duc de Trévise, et d'Anne-Marie Lecomte-Stuart, et l'épouse César de Faÿ, marquis de La Tour-Maubourg (en 1849). 
En 1853, elle intègre la nouvelle cour de l'impératrice qui se composait d'une Grande-Maîtresse, d'une dame d'honneur, ainsi que de six (plus tard douze) dames du palais qui alternaient chacune une semaine de service, et dont la plupart ont été choisies par l'impératrice avant son mariage. 

« Anne-Ève Mortier de Trévise, marquise de la Tour Maubourg, était la fille du duc de Trévise, sénateur, et petite fille de l’illustre maréchal Mortier. Elle était grande, de figure agréable, avait beaucoup d’esprit, n’aimait ni le monde ni la toilette et ne se plaisait que dans son intérieur auprès de son mari, le bon César de la Tour Maubourg. Le ménage était des plus unis. La marquise de la Tour Maubourg, elle aussi, a été cruellement éprouvée. Sa fille, jeune femme charmante, qui avait épousé le comte Pierre de Kergolay, mourut en couches, un an après son mariage. Son fils, Juste de la Tour Maubourg, qui, tout jeune s’était engagé au début de la guerre dans les mobiles de la Haute-Loire, fut tué dans un des premiers combats... »

— Charles-Adrien Conegliano, Le Second Empire : La maison de l'empereur, 1891 (lire en ligne)
Anne Mortier de Trévise est une des dames d'honneur représentées avec Eugénie dans le célèbre tableau de Franz Xaver Winterhalter de 1855, L'Impératrice Eugénie entourée de ses dames d'honneur.

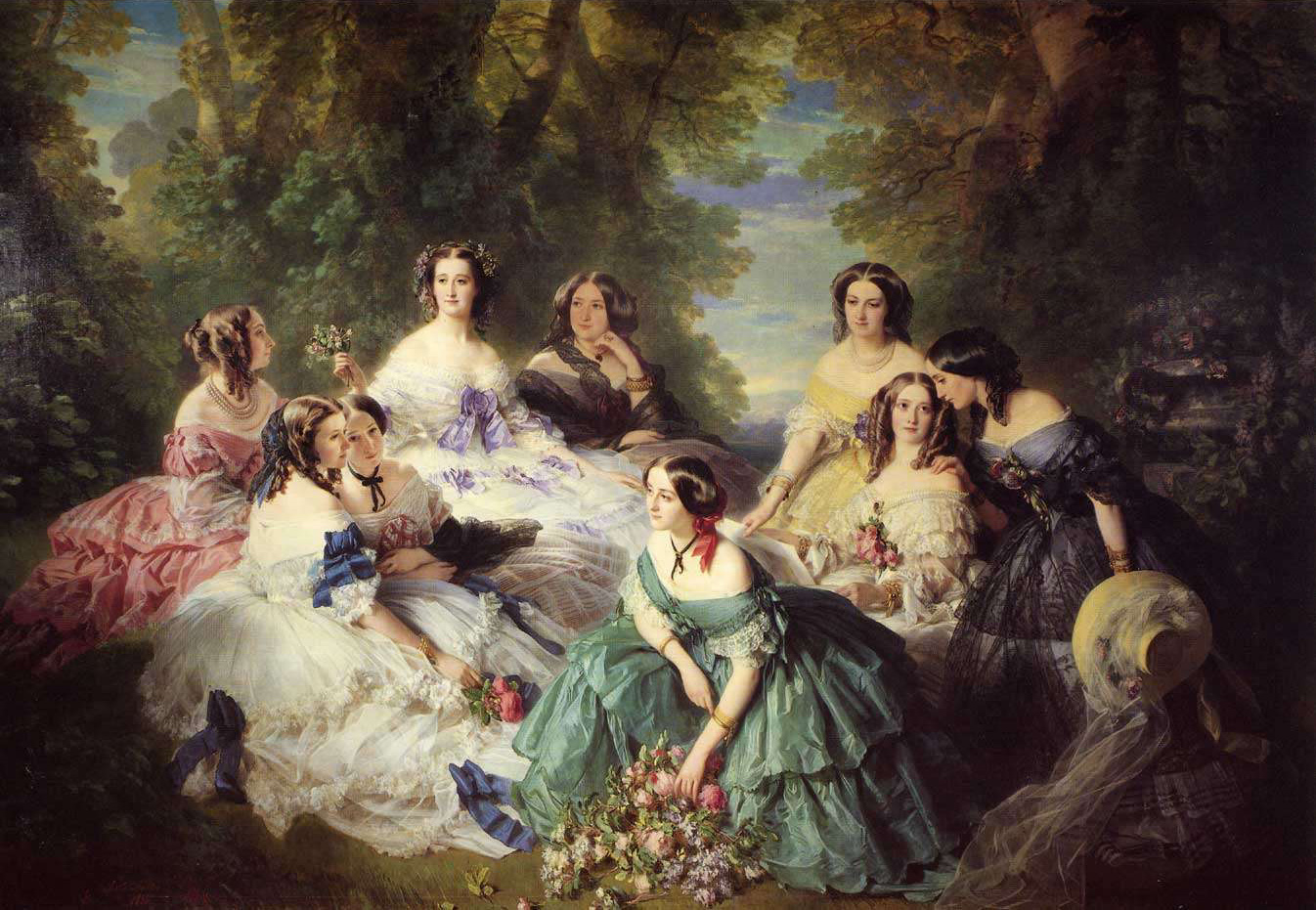
L'Impératrice Eugénie entourée de ses dames d'honneur , Franz Xaver Winterhalter, 1855.
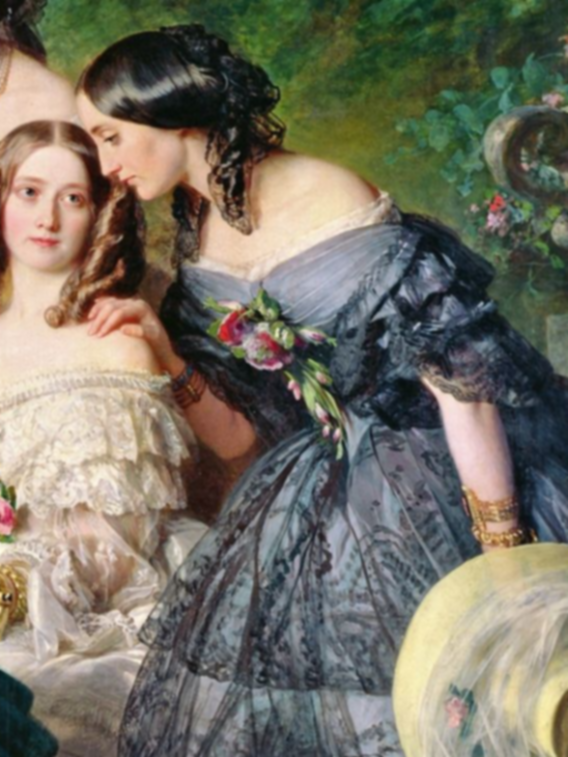
Anne-Ève Mortier de Trévise dépeinte dans le tableau (détail)